# Polistes watutus
Polistes watutus är en getingart som beskrevs av Kojima 1988. Polistes watutus ingår i släktet pappersgetingar, och familjen getingar. Inga underarter finns listade i Catalogue of Life.